# Enceliopsis argophylla
Enceliopsis argophylla là một loài thực vật có hoa trong họ Cúc. Loài này được (D.C.Eaton) A.Nelson mô tả khoa học đầu tiên năm 1909.
Đây là loài bản địa ở miền tây nam Hoa Kỳ: Arizona (Mohave County), Nevada (Clark County), và Utah (Washington County), và có thể được nhìn thấy một khoảng cách ngắn đông của Las Vegas, Nevada.